# 白山市立松任小学校
白山市立松任小学校（はくさんしりつ まっとうしょうがっこう）は、石川県白山市末広にある公立小学校。

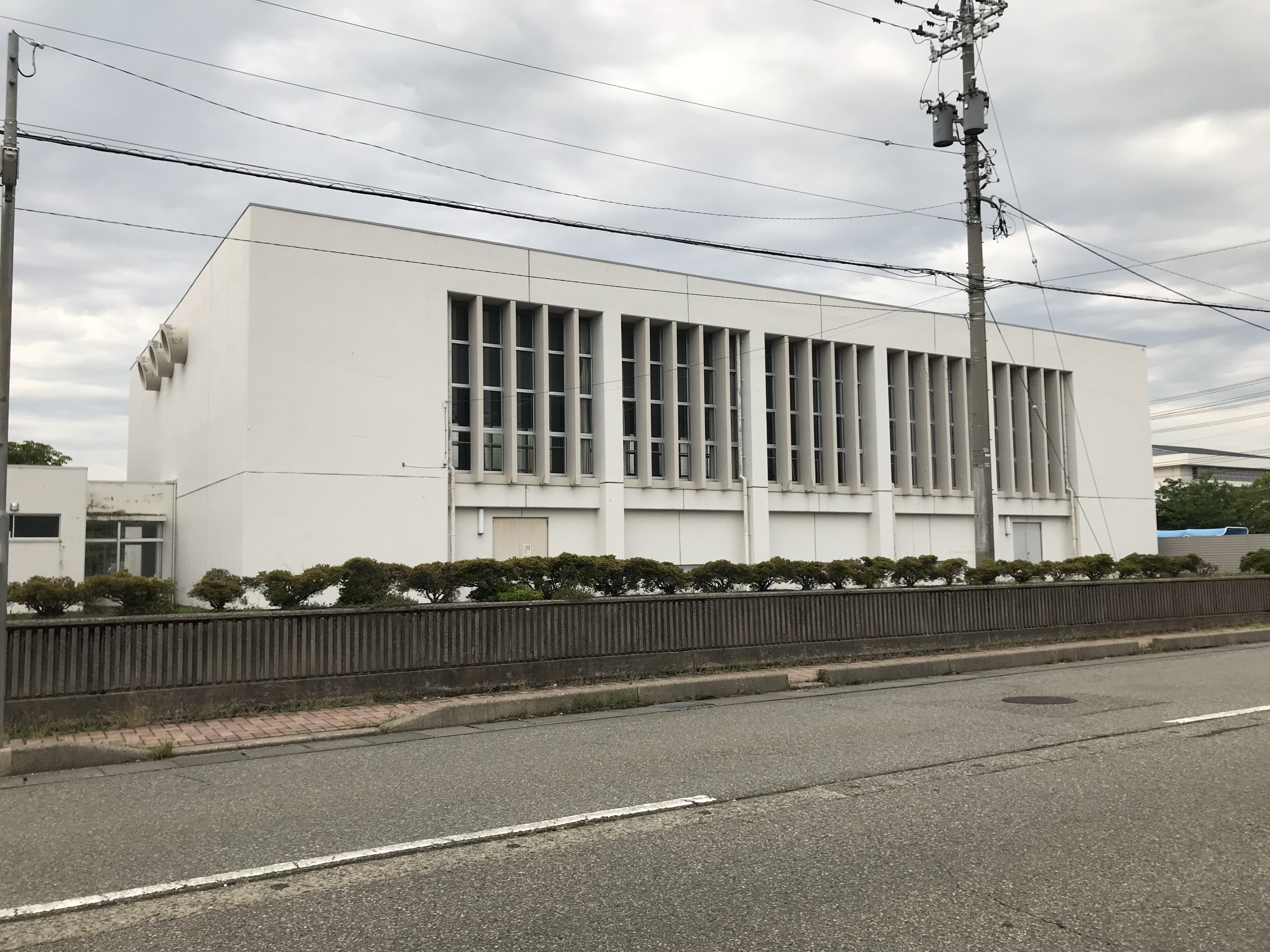
第一体育館

## 概要
- 市内では蕪城小学校に次いで2番目に児童数が多い小学校（令和5年4月7日時点の児童数は590名）。
- 旧松任市の市街地南側に位置している。
- 150年の歴史がある。

## 沿革
出典
- 1872年（明治5年） - 松任小学校を西新町に創設。
- 1873年（明治6年） - 石川県第1中学区松任小学校と改称。児童増員のため校舎を新築し、松任女児小学校を設ける。
- 1897年（明治30年） - 古城町に新校舎を新設。
- 1898年（明治31年） - 尋常、高等併設を認められ、石川県石川郡松任尋常高等小学校と改称。
- 1924年（大正13年） - 松任尋常高等・松任女児両校を廃して、6月より辰巳町校舎新築工事着工。
- 1925年（大正14年）4月 - 新校舎に移転。
- 1930年（昭和5年） - 児童プール新設。
- 1941年（昭和16年） - 国民学校令により、松任国民学校と改称。
- 1947年（昭和22年） - 
  - 学制改革により、松任町立松任小学校と改称。
  - 10月28日 - 昭和天皇が行幸（昭和天皇の戦後巡幸）[3]。
- 1952年（昭和27年） - 創立80周年記念として、校歌制定。
- 1962年（昭和37年） - 中奥小学校と郷小学校を編入統合。
- 1972年（昭和47年） - 創立100周年記念式を挙行し、記念碑建立、記念誌発刊。
- 1973年（昭和48年） - 本校学区の一部を分離し、北陽小学校を新設。
- 1976年（昭和51年） - 特殊学級を本校に併設。
- 1978年（昭和53年） - 本校学区の一部を分離し、東明小学校を新設。市営プールを閉鎖、改築新校舎起工式（3月）。
- 1979年（昭和54年）
  - 4月 - 新校舎に移転、同時に旧校舎取り壊し。
  - 時期不明 - グラウンド、プール完成。特殊学級を1クラス増設。
- 1996年（平成8年） - 特殊学級（なかよし）新設。ティームティーチング（T.T）導入。パソコン教室を開設する。
- 1997年（平成9年） - 町名変更により、所在地が末広1丁目100番地になる。
- 1998年（平成10年） - 特殊学級（たんぽぽ）増設。図書館司書が導入される。
- 2001年（平成13年） - 通級指導教室（言語くすのき）増設。
- 2002年（平成14年）
  - 時期不明 - T.Tに加え、少人数授業、小1学級支援が新たに導入される。
  - 11月14日 - 130周年記念式典が挙行される。
- 2003年（平成15年） - 通学区域一部変更し、一木地区学区が本校学区へ編入。普通教室棟大規模改造・地震補強工事。
- 2004年（平成16年） - 耐震・大規模改修工事（特別教室棟・外壁等）。改修工事に合せて、施設名・標記等を新規変更。
- 2005年（平成17年）
  - 2月1日 - 市町村合併による白山市発足により、白山市立松任小学校と改称。市旗・校旗・校印等が白山市教育委員会より授与された。
  - 4月 - 学童保育施設（トマトクラブ）完成。
  - 時期不明 - 大規模耐震改修工事完成。
- 2006年（平成18年） - スクールサポート隊発足。
- 2008年（平成20年） - 特別支援学級増設（肢体あさがお）。
- 2009年（平成21年） - 特別支援学級閉鎖（情緒たんぽぽ）。
- 2011年（平成23年） - 特別支援学級増設（情緒たんぽぽ・事実上の再設）。創立140周年記念事業が行われる。
- 2016年（平成28年） - 第2体育館完成。
- 2017年（平成29年） - 教室にエアコン完備。
- 2020年（令和2年）4月8日 - 新型コロナウイルス感染症防止のため、この日から5月31日まで臨時休業の措置を採った。
- 2021年（令和3年） - GIGAスクール構想により、1人1台端末が整備される。
- 2023年（令和5年）11月22日 - 創立150周年記念式典挙行[4]。

## 通学区域
- 安田町、中町、鍛冶町、横町、西新町、辰巳町、石同新町、八日市町、四日市町、石同町、東一番町、東二番町、東三番町、殿町、古城町、東新町、倉光西2丁目、若宮1〜2丁目、布市1〜2丁目、馬場1〜2丁目、茶屋1〜2丁目、末広1〜2丁目、博労1〜3丁目、倉光1〜10丁目、村井町、宮丸町、米永町、村井東1〜2丁目、八ツ矢町(ただし、東八ツ矢区、西八ツ矢区、21番地を除く。)[5]

## 進学先中学校
- 松任中学校

## 校区内の主な施設
- 白山市役所
- 松任学習センター
- 白山市立松任中学校
- 石川県立松任高等学校
- 公立松任石川中央病院
- 白山警察署
- 松任駅

## アクセス
- 北鉄白山バス「三田園線」・「川北線」・「白山線」・「白山線（イオンモール白山行）」で、「蕪城通り」停留所下車。